# Vitra Design Muzeum
Vitra Design Muzeum – muzeum designu w Weil am Rhein (Niemcy), na granicy ze szwajcarskim miastem Bazylea, połączone z Fundacją Beyelera w Riehen ścieżką rzeźbiarską o dł. ok. 5 km zwaną „24 przystanki”. Forma prawna muzeum to fundacja. Rolf Fehlbaum, właściciel szwajcarskiego producenta mebli Vitra, początkowo planował budynek na stałą ekspozycję swojej kolekcji krzeseł i mebli. Po spotkaniu z Alexandrem von Vegesack został pomyślany i zrealizowany jako muzeum designu dla zmieniających się wystaw i wydarzeń. Alexander von Vegesack został mianowany dyrektorem-założycielem muzeum i kierował nim w latach 1989–2010. W tym czasie muzeum rozwinęło się w znany na całym świecie i wiodący adres w dziedzinie projektowania i architektury. W latach 2011–2020 muzeum było zarządzane przez Mateo Kriesa i Marca Zehntnera jako współdyrektorów. Pod ich wspólnym kierownictwem znacznie rozszerzono zakres wystaw i wydarzeń. Od 2020 roku Vitra Design Museum kieruje Mateo Kries jako dyrektor, Sabrina Handler jako zastępca dyrektora, a Heiko Hoffmann jako szef finansów. Co roku organizowane są dwie okresowe duże wystawy, a uzupełnia je zróżnicowany program towarzyszący wydarzeń, wycieczek z przewodnikiem i warsztatów.
Vitra Design Museum jest miejscem zmieniających się tematycznie wystaw, retrospektywy i warsztatów z dziedziny architektury i designu. Podczas gdy wcześniejszym celem muzeum było promowanie „popularyzacji designu”, dzisiejsi kuratorzy cenią design, który jest „badany i wyniki udostępniane szerszemu ogółowi”.
Krytyk architektury Philip Johnson napisał o kampusie Vitara: „Od czasu Wystawy mieszkaniowej w Weißenhof nigdzie na świecie nie wzniesiono więcej budynków najwybitniejszych architektów zachodniej półkuli”. Architekci przywiązywali dużą wagę do harmonijnego wkomponowania swoich budynków w otaczającą tkankę i połączenia ich z naturą w trójkącie granicznym.

## Kolekcja
Przedmiotem kolekcji są meble i aranżacja wnętrz. Podstawą było kiedyś dziedzictwo północnoamerykańskich projektantów mebli i architektów Charlesa Eamesa i jego żony Ray Eames, których projekty są produkowane przez Vitra i dystrybuowane w Europie. W 1986 Fehlbaum kupił 150 krzeseł z kolekcji Vegesack, który później został dyrektorem muzeum. W kolekcji mebli znajdują się teraz niemal wszyscy znani projektanci przemysłowi, tacy jak George Nelson, Alvar Aalto, Verner Panton, Dieter Rams, Jean Prouvé czy Michael Thonet. Cechą szczególną jest pozyskiwanie, archiwizowanie i opieka nad majątkami zmarłych osobowości projektantów. Kolekcja może więc kompleksowo prezentować procesy projektowe, od szkiców, przez prototypy, po zrealizowane produkty. Oprócz kolekcji mebli powstała także biblioteka i archiwum projektantów.
Obiekty z kolekcji można zwykle oglądać w ramach zmieniających się ekspozycji muzealnych. Ekspozycja stała przedstawia około „400 kluczowych elementów nowoczesnego wzornictwa meblowego od 1800 do dnia dzisiejszego”.
Od 1 lipca 2000 do 18 stycznia 2004 muzeum miało drugą lokalizację w berlińskiej dzielnicy Prenzlauer Berg w zabytkowej hali transformatorowej Bewag. Oprócz wystaw z Weil am Rhein pokazano tam również ich własne propozycje, takie jak Design Berlin! Nowe projekty dla zmieniającego się miasta, Issey Miyake i Dai Fujiwara: A-Poc Making i Cartier Design. Kiedy Bewag chciał sprzedać budynek, zaplanowano przeprowadzkę do domu kultury Pfefferberg. Jednak po zaplanowaniu budowy i wmurowaniu kamienia węgielnego projekt przerwano w 2008 z nieznanych przyczyn.
VitraHaus zaprojektowany przez Herzog & de Meuron został otwarty w parku architektonicznym Vitra Campus w pobliżu muzeum w 2010. Rolf Fehlbaum zadedykował ten budynek swojej matce Erice Fehlbaum, która zmarła w 2009.
W 2003 mała galeria Vitra Design Museum została zbudowana jako przedłużenie bramy fabrycznej Franka Gehry'ego, która istniała od 1989. Początkowo służyła jako sklep muzealny, dopóki nie został przeniesiony do VitraHaus w 2010. W latach 2011–2015 w Galerii Vitra Design Museum prezentowano mniejsze wystawy i projekty eksperymentalne.
2017 był jak dotąd rokiem z największą liczbą odwiedzających. Zaprezentowano dziesięć wystaw, które odwiedziło łącznie 178 707 zwiedzających: w Vitra Design Museum, Vitra Schaudepot, Vitra Design Museum Gallery oraz w remizie strażackiej Zahy Hadid.
W 2018 muzeum zakupiło cztery meble berlińskiego projektanta mebli i konceptualisty Rafaela Horzona: krzesło 01, składające się z czterech identycznych kwadratowych paneli, krzesło prętowe 24, zaprojektowane w 2007 i składające się z 24 identycznych drewnianych prętów, pierwsze przykład uniwersalnej półki Modern montowanej przez samego Horzona w 1999 oraz prefabrykowanego domu Hausbau opracowanego w 2003 z Michaelem Obladenem.

## Architektura
Budynek muzeum w stylu dekonstruktywizmu i znajdujący się za nim budynek produkcyjno-administracyjny zostały stworzone według projektu amerykańskiego architekta Franka O. Gehry'ego i zrealizowane we współpracy z architektem Lörrach Günterem Pfeiferem. Po trzech latach budowy został otwarty 3 listopada 1989. Obejmuje cztery sale wystawowe i piwnicę. W tym budynku Gehry odwrócił się od materiałów, których używał do tej pory. Zamiast mieszanki różnych materiałów budowlanych ograniczył się do białego tynku i blachy tytano-cynkowej na elewacji. Muzeum – wraz z portiernią również zaprojektowaną przez Gehry’ego – znajduje się przy głównym wejściu na teren firmy. Duża żelazna rzeźba autorstwa rzeźbiarzy Claesa Oldenburga i jego małżonki Coosje van Bruggen zwana „Narzędziami równoważącymi”, które reprezentują narzędzia tapicerskie, znajduje się w zasięgu wzroku obok muzeum.
Jest to pierwszy budynek Gehry'ego w Europie i drugi z serii projektów zaprojektowanych przez światowej sławy architektów, który ma powstać na terenie firmy. Wcześniej wybudowano budynek fabryczny według projektu Brytyjczyka Nicholasa Grimshawa, następnie budynek dla zakładowej straży pożarnej autorstwa Zahy Hadid – później wykorzystywany tymczasowo jako budynek wystawienniczy – pawilon konferencyjny autorstwa japońskiego architekta Tadao Andō oraz budynek fabryczny autorstwa portugalskiego architekta Álvaro Siza. Frank Gehry zrealizował później kolejny budynek dla firmy w Birsfelden w Szwajcarii.
W 2011 architekci z biura Herzog & de Meuron otworzyli Galerię Vitra Design Museum, a w 2016 Vitra Schaudepot, w którym na powierzchni ok. 1600 m² znajduje się 10 000 eksponatów został otwarty 3 czerwca 2016 na terenie kampusu Vitra. Jest to budynek z czerwonej cegły bez okien z płaskim dwuspadowym dachem i znajduje się obok dawnej remizy strażackiej z surowego betonu i bez kąta prostego Zahy Hadid, w której po rozwiązaniu straży organizowane są wystawy. W foyer znajduje się sklep muzeum, a piwnicznej części można zobaczyć muzeum od kuchni, czyli konserwatorów przy pracach nad eksponatami. Tutaj powstało drugie wejście do kampusu Vitra, do którego teraz łatwiej dojechać pociągiem z miast Bazylea i Weil am Rhein.
Oprócz ekspozycji muzealnych na terenie firmy Vitra prezentowane są również budynki o znaczeniu architektonicznym, taki jak  stacja benzynowa autorstwa francuskiego projektanta Jeana Prouvé i namiot kopuły geodezyjnej autorstwa Richarda Buckminstera Fullera.

## Galeria

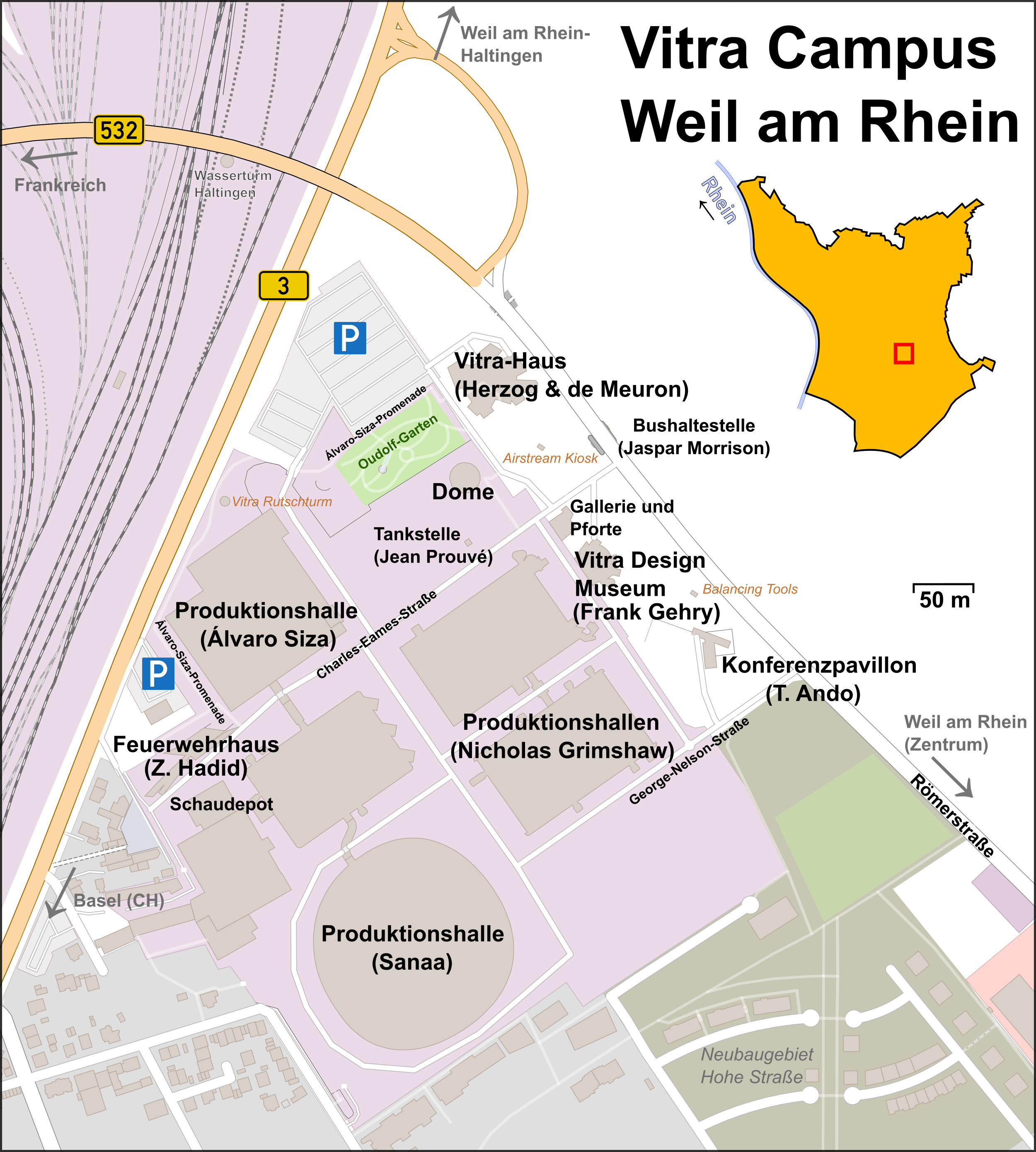
Plan rozmieszczenia budynków Campusu Vitra
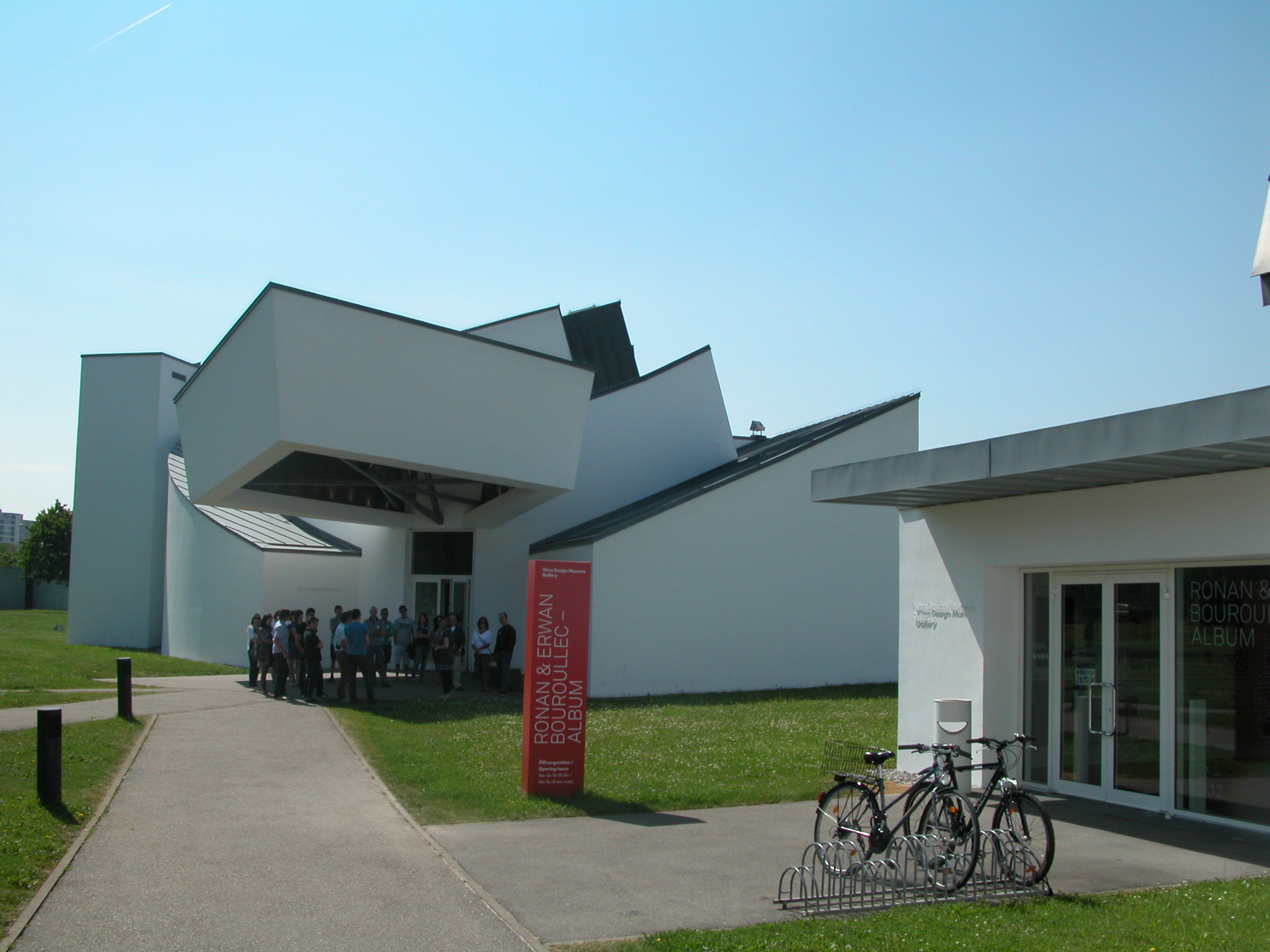
Frank Gehry - Vitra Design Museum and Gallery - wejście
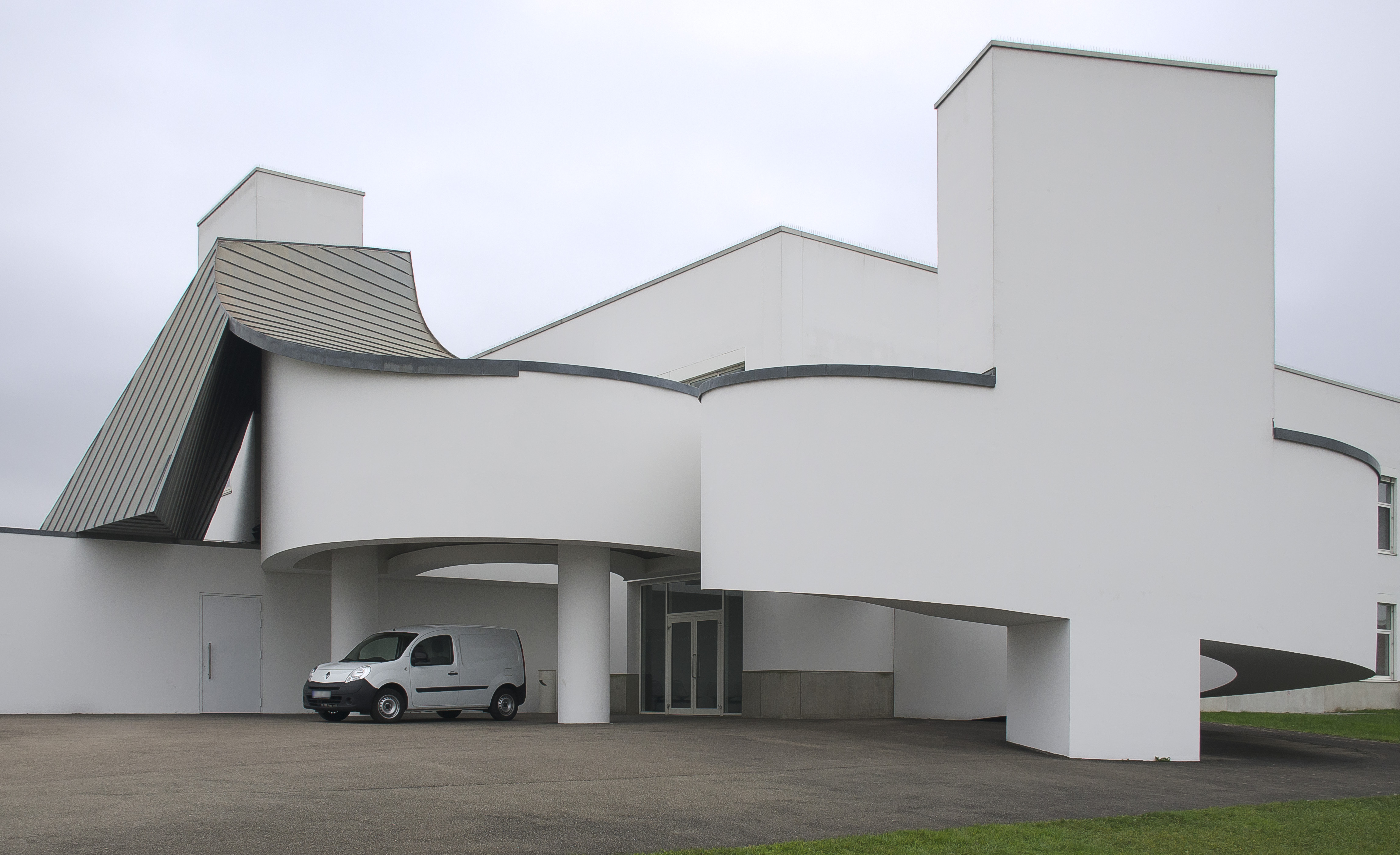
Frank Gehry - hala produkcyjna
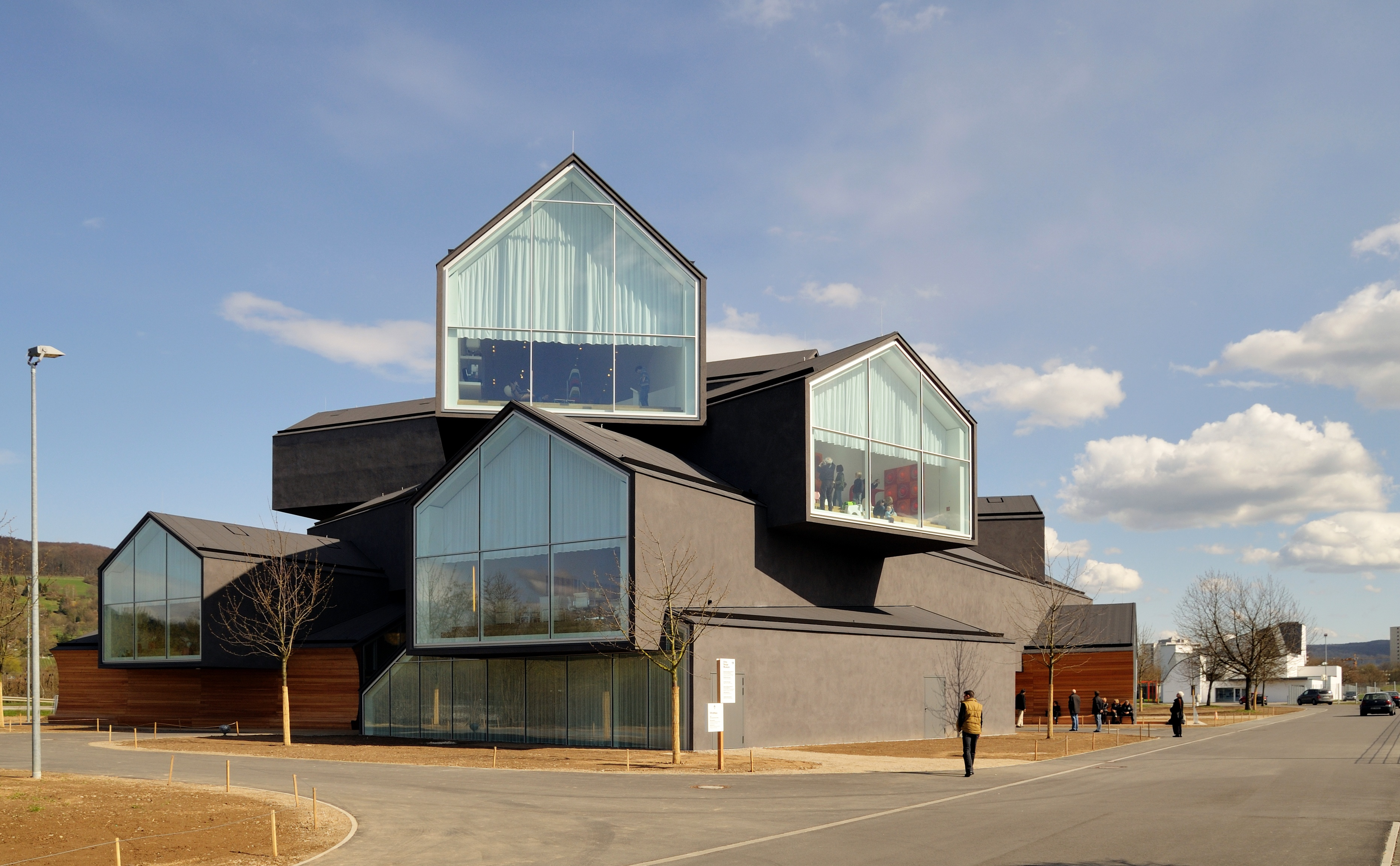
Herzog & de Meuron - VitraHaus
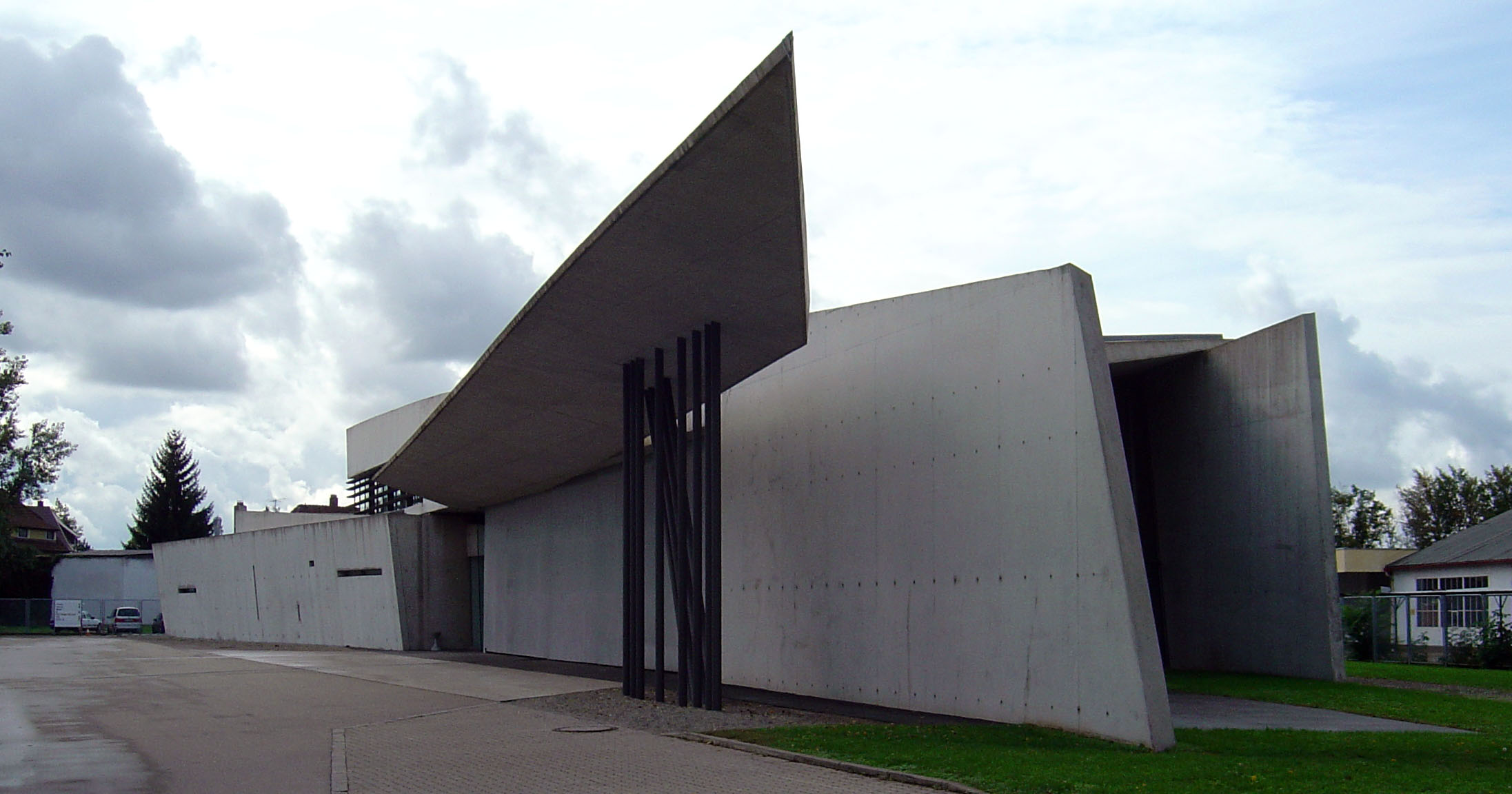
Zaha Hadid - budynek straży pożarnej
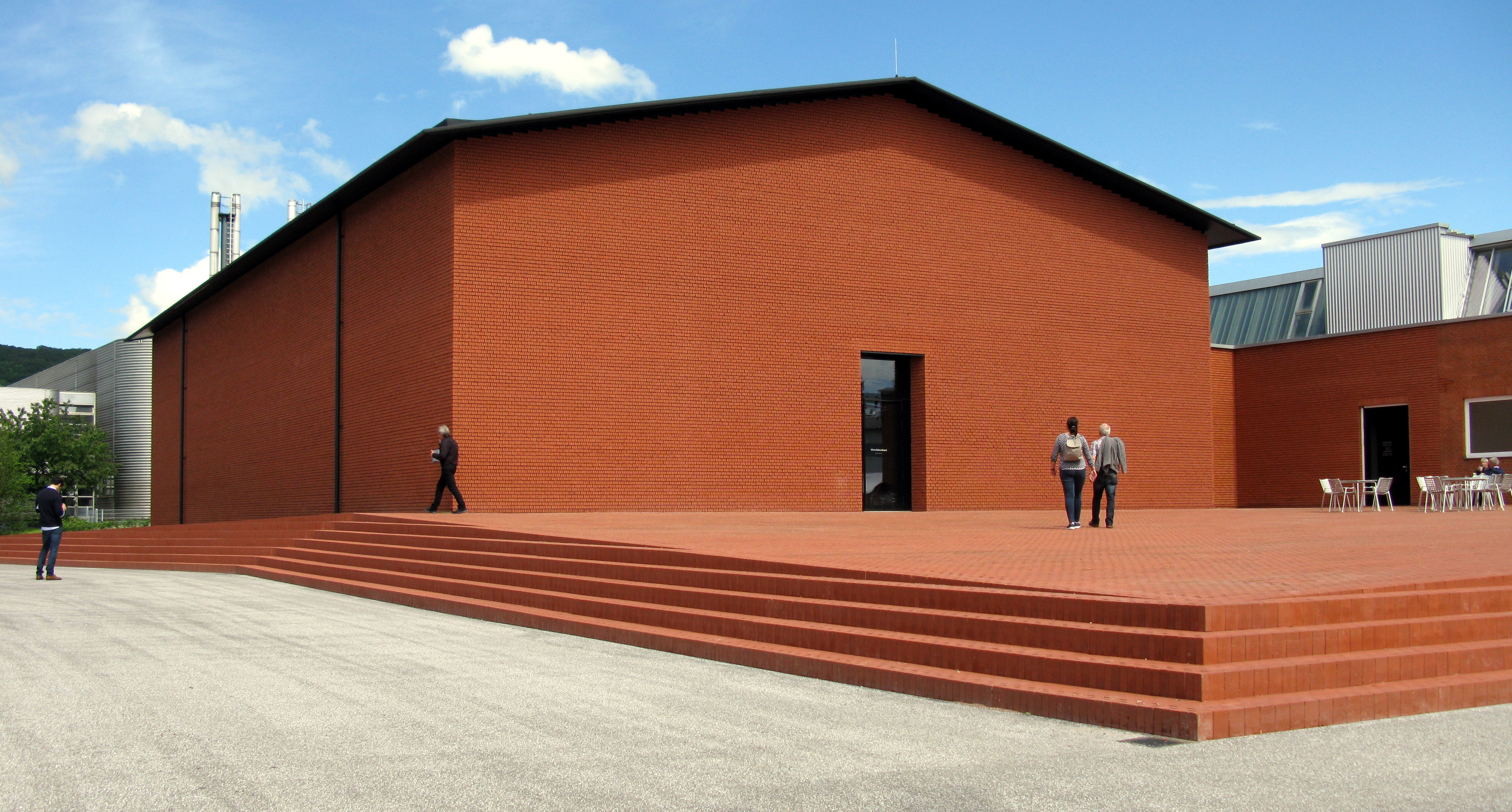
Budynek Schaudepot
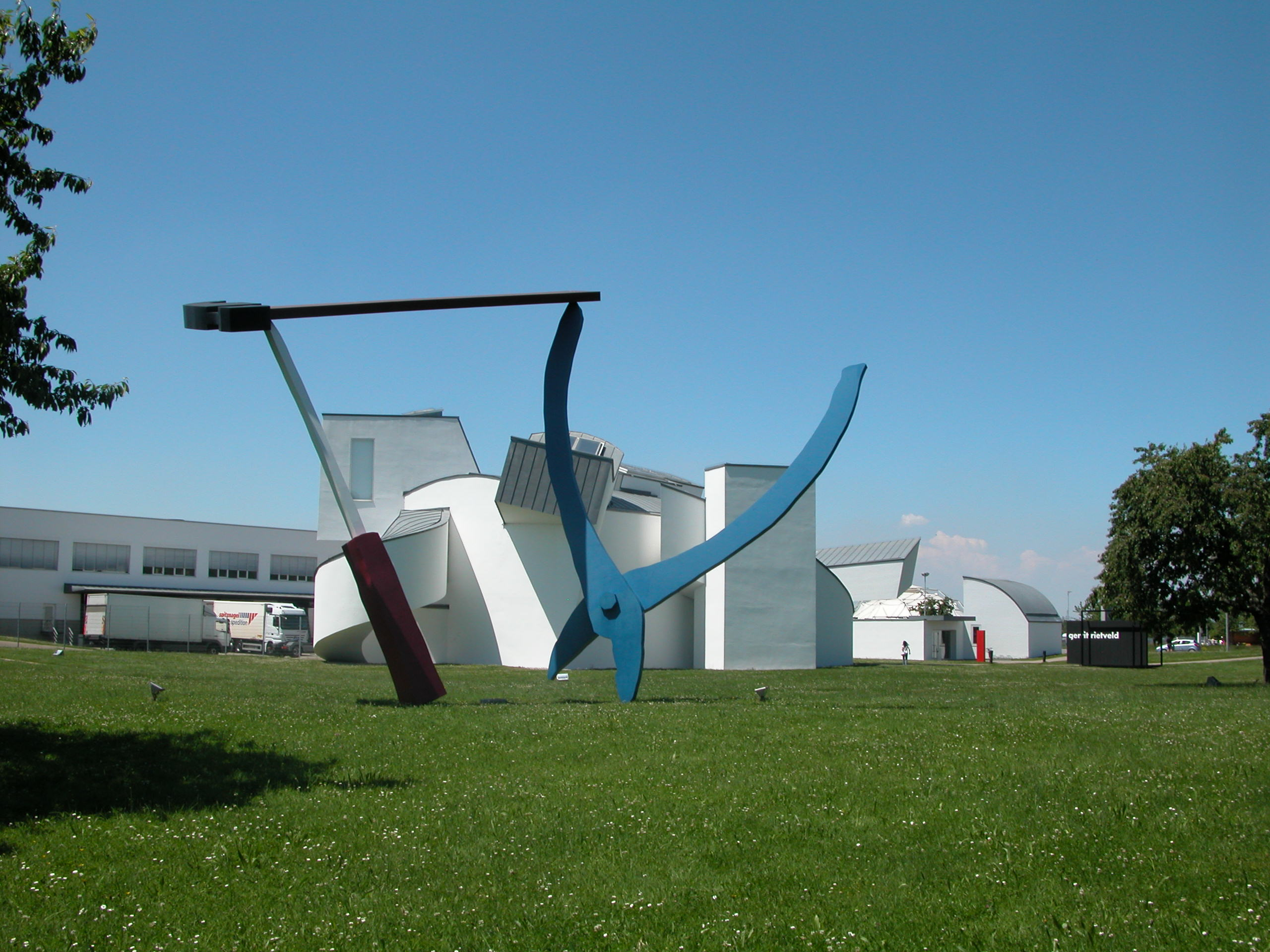
Claes Oldenburg i Coosje van Bruggen: Narzędzia równoważące
Rząd krzeseł w VitraHaus
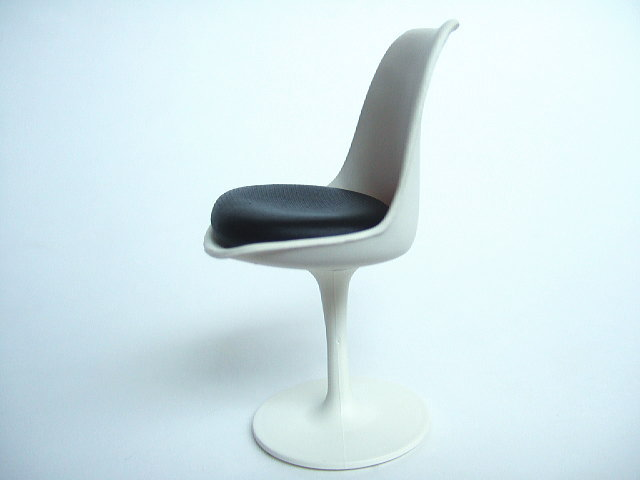
Eero Saarinen - krzesło Tulipan (1956)
Verner Panton - krzesło Panton (1960)
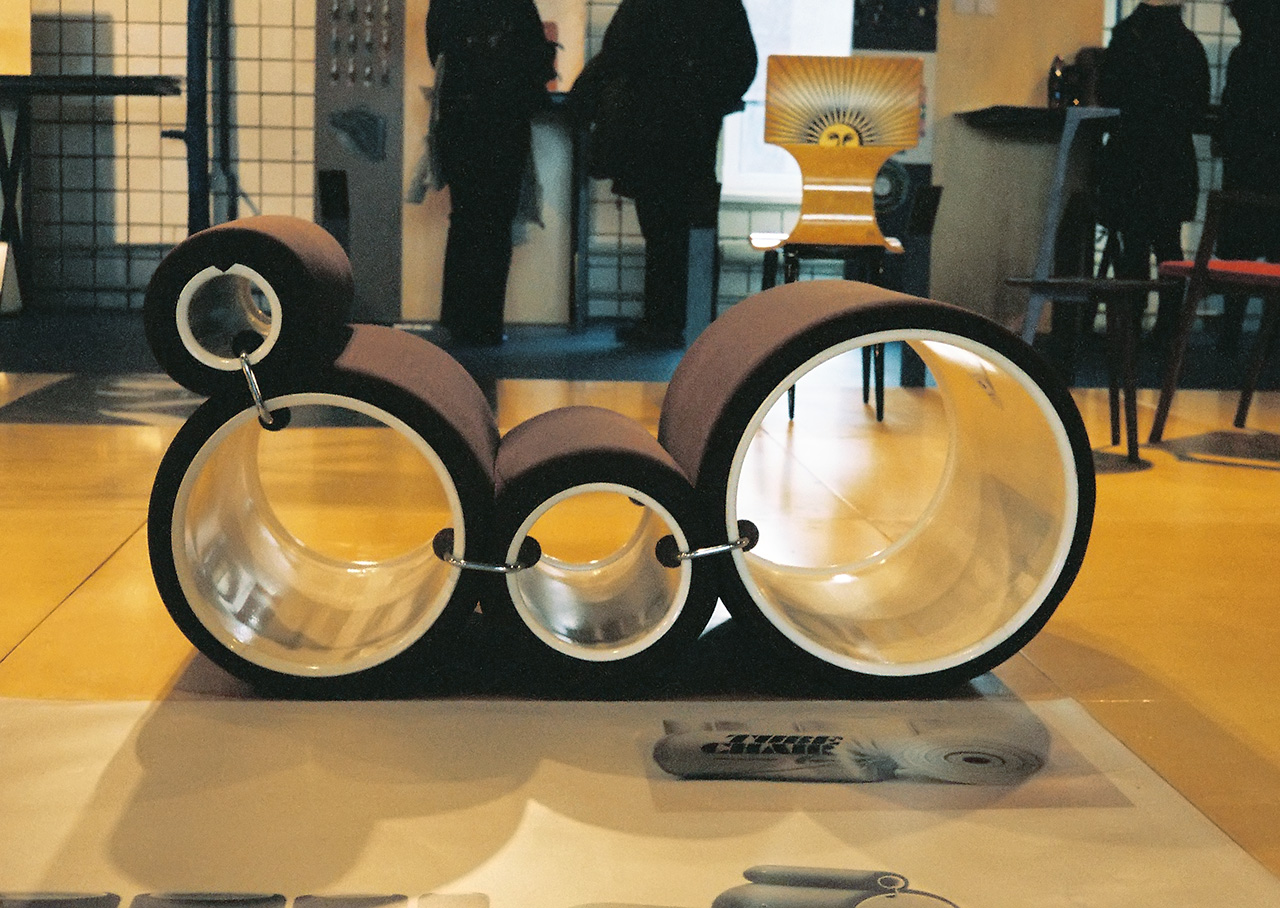
Joe Colombo: Tubo (1969)
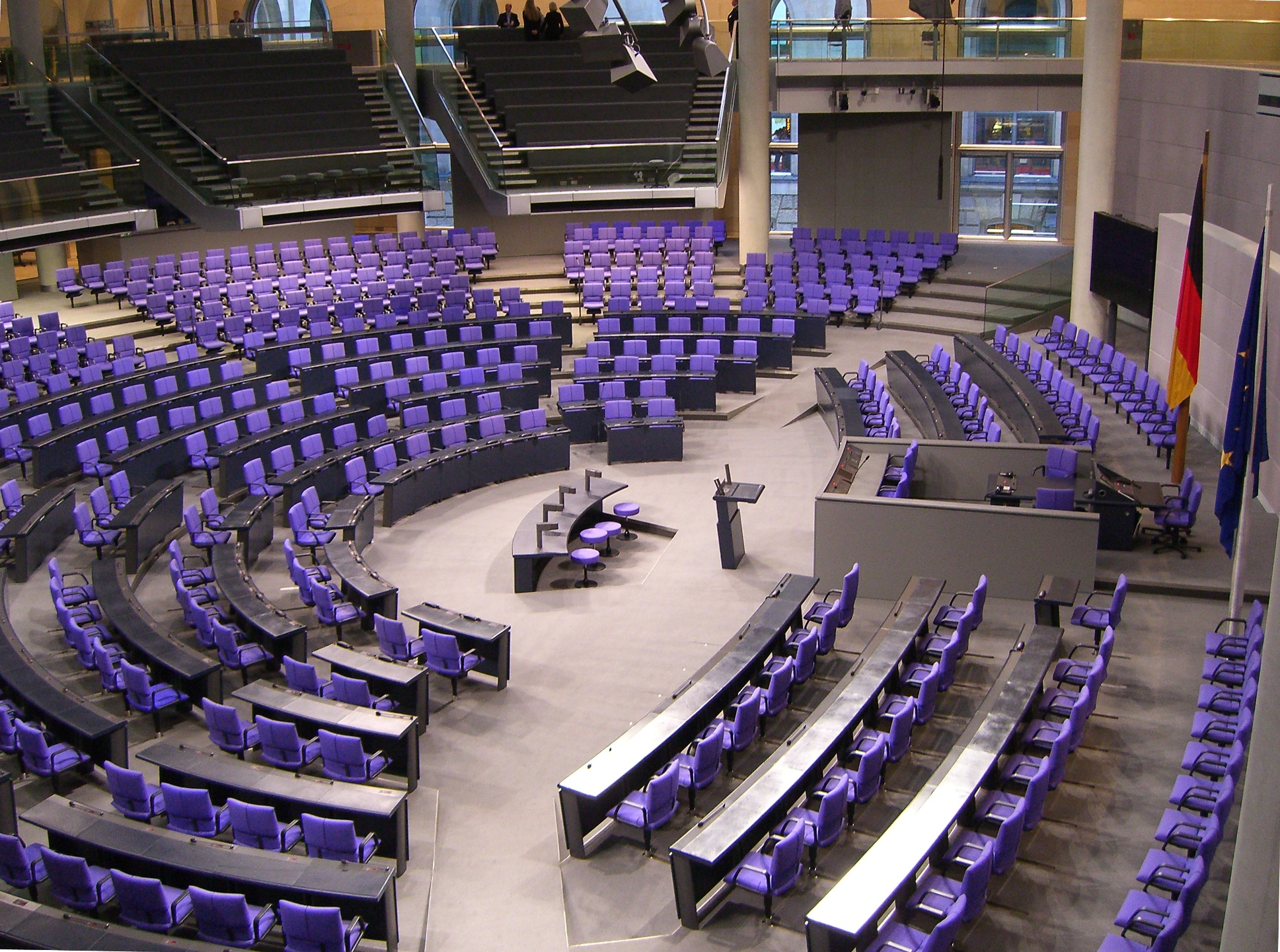
Mario Bellini: Figura (krzesło biurowe) - jako fotele w sali plenarnej Bundestagu